# Stéphane Auvray
Pour les articles homonymes, voir Auvray.
Stéphane Auvray, né le 4 septembre 1981 aux Abymes (Guadeloupe), est un footballeur français international guadeloupéen devenu entraîneur. Sélectionneur de l'équipe de Saint-Martin depuis 2019, il a disputé trois Gold Cup avec la Guadeloupe dont deux en tant que capitaine.

## Biographie
Stéphane Auvray grandit sur l'île de Saint-Martin aux Antilles. Il joue au football et se fait remarquer à 12 ans lors d'un tournoi à la Barbade avec la sélection de Saint-Martin des moins de 17 ans.

### Parcours en club
Stéphane Auvray est âgé de 13 ans lorsqu'il quitte Saint-Martin pour rejoindre le centre de formation du SM Caen. En 1997, il est sélectionné en équipe de France U16. Il ne s'impose pas à Caen et quitte le club à 20 ans pour la modeste équipe de l'US Changé en CFA2. L'année suivante, il rejoint le GSI Pontivy et la CFA pour 2 ans.
Stéphane Auvray fait partie de la belle aventure du Vannes OC; il débute avec le club breton en Championnat de France amateur en 2004-2005 et gagne vite sa promotion en National pour la saison 2005-2006. Si cette première saison se révèle positive, la suivante est plus chaotique, l'équipe finissant à 3 points seulement de la relégation. Contre toute attente, lui et son équipe explosent lors de la saison 2007-2008 et remportent haut la main le titre de champion du National, et par la même, la promotion en Ligue 2.
Pour ses débuts professionnels il ne démérite pas, il participe à 30 rencontres de championnat où son équipe se classe finalement 10e pour sa première saison de professionnalisme. Cette même saison, il joue la finale de la Coupe de la Ligue  perdue 4 à 0 face aux Girondins de Bordeaux à la suite d'un incroyable parcours.
En juin 2009 juste après un beau parcours en Gold Cup, il s'engage pour deux saisons avec le Nîmes Olympique, également en Ligue 2. Après avoir disputé les 11 premières rencontres de la saison comme titulaire (8 en Ligue 2 et 3 en Coupe) il résilie son contrat le 3 novembre et retourne en Guadeloupe pour des « raisons personnelles ».
Quelques semaines plus tard, en janvier 2010 il signe dans le Championnat Américain au Sporting de Kansas City, et déclare aux médias français qu'il a toujours rêvé de jouer aux États-Unis.
En août 2011, il est recruté par les Red Bulls de New York en échange d'un second tour de draft 2013 avec le Sporting de Kansas City.
Le 18 décembre 2012, il signe un contrat avec le DPMM Brunei

### Parcours en sélection
Il est sélectionné pour la Gold Cup 2007 avec la Guadeloupe, il atteint les demi-finales de la compétition où son équipe échoue 1 à 0 face au Mexique.
Lors de la Coupe des Caraïbes 2008, son équipe s'incline également en demi-finale, cette fois ci face à la Jamaïque.
Cette performance leur offre une qualification pour la Gold Cup 2009
Toujours membre de l'équipe, il est confirmé comme capitaine pour la Gold Cup 2009 où son équipe échoue en quarts de finale.
Capitaine émérite et sans reproches, il répond toujours favorablement lorsque la sélection fait appel à lui. Cependant, le 27 octobre 2012, il annonce son retrait des Gwada boys après l'élimination de ces derniers lors du second tour des qualifications à la Coupe caribéenne des nations critiquant le fonctionnement beaucoup trop amateur de la sélection .

### Carrière d'entraîneur
Après l'arrêt de sa carrière de joueur, il monte une académie de football à Kansas City.
En janvier 2019, le Comité de football des Îles du Nord contacte Stéphane Auvray pour un soutien technique. Le premier contact avec l'équipe de Saint-Martin de football est une revue d'effectif le 23 mars 2019 à l'occasion du derby contre Sint Maarten lors des Éliminatoires de la Gold Cup 2019 (défaite 4-3). Il devient ensuite sélectionneur pour la Ligue C de la Ligue des nations de la CONCACAF 2019-2020 et termine avec un bilan honorable de 3 victoires et 3 défaites.

## Palmarès

### Avec la Guadeloupe
- Demi-finaliste de la Gold Cup 2007
- Troisième de la Digicel Cup 2008

### Avec le Vannes OC
- Champion de France de National en 2008
- Finaliste de la Coupe de la Ligue en 2009

## Statistiques
- 38 matchs et 0 but en Ligue 2
- 94 matchs et 1 but en National